# Platycnemis protostictoides
Platycnemis protostictoides är en trollsländeart som beskrevs av Fraser 1953. Platycnemis protostictoides ingår i släktet Platycnemis och familjen flodflicksländor. Inga underarter finns listade i Catalogue of Life.